# 실프

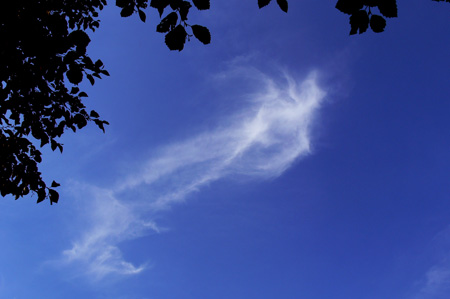

실프(Sylph) 또는 실피드(Sylphid)는 서양의 전설에 등장하는 정령이다. 4대 정령 중 하나로, 공기를 관장한다.

## 같이 보기
- 압사라
- 원소정령
- 놈 (요정)